# جونيا كالفينا
كانت جونيا كالفينا سيدة نبيلة رومانية عاشت في القرن الأول الميلادي. ابنة إيميليا ليبيدا وماركوس جونيوس سيلانوس توركواتوس، تنتمي كالفينا لمنزلين أرستقراطيين: وجينز إميليا وجينز جونيه على التوالي. كانت أيضًا الحفيدة الكبرى للإمبراطور الروماني قيصر أغسطس على جانب والدتها من العائلة الإمبراطورية. على هذا النحو، كانت مرتبطة أيضًا بالدم بجنس جوليا، الأسرة الأرستقراطية للديكتاتور الروماني يوليوس قيصر. أطلق عليها تاسيتوس «المرأة الفاتنة» والإمبراطور فيسباسيان، في واحدة من نكاته، ويذكر لها أنها تعيش في 79 م. يصف سينيكا بأنها «الأكثر شهرة من جميع النساء (والتي دعاها الجميع الزهرة).» 